# 上尉 (英國陸軍與皇家海軍陸戰隊)
在英國陸軍與英國皇家海軍陸戰隊中，上尉（Capt）是一個初級軍官的軍階。位階高於中尉，低於少校。在NATO中，相當於第二級軍官（OF-2）。英軍其他軍種中的同等軍階包括英國皇家海軍的海軍上尉（Lieutenant）與英國皇家空軍的上尉（Flight lieutenant），但勿與皇家海軍的上校（Captain RN）混淆。
這個位階最早起源於滑鐵盧戰役。

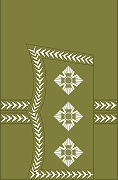
第一次世界大戰時，上尉肩章（一般樣式）
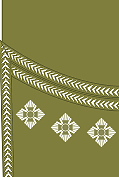
第一次世界大戰時，上尉肩章（蘇格蘭樣式）